# Червонец Петра III
Червонец Петра III — золотой червонец Российской империи, отчеканенный в 1762 году во время правления Петра III. Червонец не имел фиксированного номинала, его вес приравнивался к европейскому дукату. На аверсе монеты изображён портрет императора в профиль, на реверсе — герб Российской империи.

## Описание
Диаметр червонца, выполненного из золота 978 пробы, равен 20 мм, а его вес приравнен к весу дуката и составляет 3,47 г.

### Аверс
На аверсе десятирублёвой монеты изображён правый погрудный профиль Петра III. На его голову надет парик с косой, связанной лентой. Император облачён в кирасу с орлом на груди, через правое плечо перекинута Андреевская лента, с левого плеча спущена императорская мантия.
Под изображением Петра III размещена аббревиатура «СПБ» — знак Санкт-Петербургского монетного двора; сверху по кругу монеты — надпись «ПЕТРЪ•III•Б•М•IМПЕРАТОРЪ•».

### Реверс
На реверсе червонца изображён Герб Российской империи — двуглавый орёл с поднятыми крыльями, увенчанный тремя императорскими коронами. В правой лапе он сжимает скипетр, в левой держит державу. На груди орла расположен овальный щит с изображением Георгия Победоносца на коне, поражающего копьём крылатого дракона. Вокруг щита — цепь Ордена Святого Андрея Первозванного.
Снизу по кругу монеты размещена надпись «IСАМОДЕРЖ•ВСЕРОСИСКІЙ•», буквы при этом обращены основанием внутрь. Сверху, над головами орла указана дата чеканки — «1762».

### Гурт
Червонец Петра III имеет шнуровидный гурт с наклоном влево.